# Vale de Aulps
O Vale de Aulps (em francês:  vallée d'Aulps) é um pequeno vale na região francesa de Ródano-Alpes, no departamento da Alta Saboia e constitui a bacia hidrográfica da Dranse de Morzine.
Entre as comunas mais importantes da região encontram-se as estações de esqui de  Les Gets, Montriond, Morzine-Avoriaz e Saint-Jean-d'Aulps.
No vale encontra-se a Abadia de Aulps da Ordem de Cister que foi acabada de construir em  1212 e que grande renome e importância deu à região.